# 常会
常会（じょうかい、英: Ordinary Diet Session）とは、日本の国会の会期の一つ。日本国憲法第52条で「毎年1回召集するもの」と定められ、国会法第2条で「常会は、毎年一月中に召集するのを常例とする。」と規定されている。一般には通常国会（つうじょうこっかい）と呼ばれる。

## 概説
日本国憲法は「国会の常会は、毎年一回これを召集する」と規定する（日本国憲法第52条）。これは国会が国権の最高機関とされ（日本国憲法第41条）、また、毎会計年度ごとに予算を議決することが必要となることを理由としている（日本国憲法第86条）。常会では主に翌年度の予算案が特に重要な議案となる。予算案に付随して、予算関連法案（税制法案）も重要法案になる。そのため「予算国会」とも呼ばれる。
「常会」は「通常会」あるいは「定例会」というのと同じ意味であるが、日本国憲法は大日本帝国憲法第43条の用例に従って「常会」としている。

## 召集
国会の召集は天皇の国事行為であるが（日本国憲法第7条第2号）、臨時会（日本国憲法第53条）とは異なり、常会については実質的決定権に関する明文の規定は憲法にはない。一般には内閣に存するものと解されている。
召集するためには、少なくとも10日前に召集詔書を公布しなければならない（国会法第1条第1項）。1991年9月の国会法改正前は「少くとも20日前」であった。

## 開会式
国会では、召集後の早い時期（召集当日又は数日以内）に参議院本会議場において、天皇臨席のもと開会式が行われる（ただし、前述の12月召集時代には年明け後に開会式をすることが多かった）。開会式は衆議院議員も傍聴席などを利用して参議院本会議場に移動する。これは帝国議会の開院式を貴族院議場で行っていた名残で、天皇の席（お席、玉座）を設けるスペースが参議院本会議場にしかない為である。
開会式の前に、両院にて本会議が行われるが、こちらは各議員の座席を決める為であり、およそ5分で終了する。
開会式が終わると、会期の冒頭に政府四演説が行われる。内閣総理大臣による「施政方針演説」、財務大臣による「財務演説」、外務大臣による「外交演説」、内閣府特命担当大臣（経済財政政策担当）による「経済演説」の順で行う。演説は衆議院・参議院の順でそれぞれおよそ1時間半行われ、衆議院での演説はNHK（日本放送協会）による国会中継が入る事になっている（インターネット配信（国会インターネット審議中継）の場合は開会式から参議院での演説まで完全ライブストリーミング配信を行う）。

## 回数
憲法第52条では常会を毎年1回召集すると規定しているが、学説的には(1)暦年の1年ごとに1回召集する必要があり召集日のない年の存在は認められない、(2)前会の会期終了から次会の召集までの間隔が1年以内との要件を満たすなら召集日のない年はあってもよい、という二つの相対する解釈がある。
議院法制局（衆参とも）ではどちらを採るかを明確にはしていないが、(1)の場合であっても衆議院の解散・総選挙などにより期日の物理的余裕がないなど合理的な理由があれば、ある暦年中に常会が1回も召集されないという事態も許容されるという解釈をとっている。

## 会期
法定の会期は150日間（国会法制定時から変更なし）。ただし、会期中に議員の任期が満了に達する場合はその日をもって会期が終了する（国会法第10条）。会期延長は1回のみ可能（国会法第12条第2項）。
会期の日数計算では実際に本会議・委員会等の審議・審査が行われたかどうかにかかわらず、祝休日を含むすべての日を召集日（開会日）から算入する。途中で国会の休会があった場合もその日数は会期の計算から除外されず、休会期間の分だけ会期が繰延べになることはない。
第1回国会（1947年召集）から第21回国会（1954年召集）までは各年の12月上旬の召集を原則（ただし、会期中に議員の任期が満限に達しないよう場合により前倒しして召集する規定があり、1952年の常会である第14回国会は8月に召集された）としていたが、第22回国会（1955年召集。実質的には同年召集の第24回国会）から各年の12月中の召集を常例とする、と制度が改正された（前倒し規定は廃止）。その後1990年まで35年にわたりほぼ12月に召集が行われたが、実際には官公庁の年末年始の休日（12月29日から1月3日まで）は国会も連動して自然休会状態となり会期の日数が無為に経過することなどから改善の機運が高まり、1991年9月19日以後の常会（具体的には翌年召集の第123回国会）から年明けの1月中の召集を常例とするように改正された。これにより常会の既定の会期終了日は6月中に到来することとなり、参議院には解散がないため参議院通常選挙が7月に行われることが多く（任期満了後に選挙が行われれば延びることはある）、参院選のある年（3年おき）は会期の延長がしにくくなっている。

## 先例

### 暦年中に常会が召集されなかった例
実際に暦年中に常会が召集されなかった例としては、1969年、1972年、1983年、1991年の4例がある。
前者3例はいずれも常会の召集詔書公布後に衆議院が解散され、総選挙後は特別会の召集が義務づけられている（当時既に国会法には特別会と常会を併せて召集できることを定めた国会法第2条の2の特例規定があったが適用されなかった）ため、常会の開会が実現しなかったものである。
1991年の例は、本来であれば同年12月中に常会召集となるべきところ、同年9月の国会法改正により常会召集時期が1月中へと変更されたため次の常会召集が1992年1月へ約1か月繰延べとなり、結果として暦年の1991年中の常会召集日が存在しないこととなったもので、これについて議院法制局（衆参とも）は、法改正による特例的な1回限りのことであり、前述の(1)説を採用するとしてもその例外的事態として憲法第52条に抵触しない旨の見解を両院の議院運営委員会で答弁している。

### 各種記録
- 最長会期日数記録　245日間（第189回）
- 衆院解散を除く最短会期日数記録　144日間（第31回）
- 最短会期日数記録　1日間（第54回）

### 国会の常会の召集が実現しなかった年の例
| 年     | 常会の召集（予定） | 常会の召集（予定） | 同年内に常会の 召集が実現しなく なることが事実上決定 した月日及び理由 | 同年内に常会の 召集が実現しなく なることが事実上決定 した月日及び理由 | 次の国会      | 次の国会      | 次の国会        | 次の国会    |
| 年     | 詔書公布日         | 召集日             | 同年内に常会の 召集が実現しなく なることが事実上決定 した月日及び理由 | 同年内に常会の 召集が実現しなく なることが事実上決定 した月日及び理由 | 詔書公布日    | 召集日        | 回次・種別      | 当初の 会期 |
| ------ | ------------------ | ------------------ | --------------------------------------------------------------------- | --------------------------------------------------------------------- | ------------- | ------------- | --------------- | ----------- |
| 1969年 | 11月29日           | 12月27日           | 12月2日                                                               | 衆議院解散                                                            | 12月30日      | 1970年1月14日 | 第63回・特別会  | 120日間     |
| 1972年 | 11月11日           | 12月9日            | 11月13日                                                              | 衆議院解散                                                            | 12月14日      | 12月22日      | 第71回・特別会  | 150日間     |
| 1983年 | 11月24日           | 12月15日           | 11月28日                                                              | 衆議院解散                                                            | 12月22日      | 12月26日      | 第101回・特別会 | 150日間     |
| 1991年 | なし               | なし               | 9月19日                                                               | 国会法改正                                                            | 1992年1月10日 | 1月24日       | 第123回・常会   | 150日間     |